# Henrique César Fernandes Mourão
Dom Henrique César Fernandes Mourão, SDB (Rio de Janeiro, 28 de novembro de 1877 - São Paulo, 29 de março de 1945) foi um bispo católico da Diocese de Campos e posteriormente da Diocese de Cafelândia (transformada na Diocese de Lins).
Nascido no Rio de Janeiro aos 28 de novembro de 1877, foi ordenado presbítero por Dom Silvério Gomes Pimenta, Arcebispo de Mariana, aos 24 de novembro de 1901. Pertencia à Congregação Salesiana (Dom Bosco). Foi Diretor do Liceu Coração de Jesus, em São Paulo, e construtor do grande prédio.
Em 1924, foi designado Administrador Apostólico de Campos e, aos 18 de outubro de 1925, foi ordenado primeiro bispo daquela diocese Goitacá. Aos 10 de março de 1936, tomou posse da Diocese de Cafelândia, como segundo Bispo.
Deu ênfase à educação das gerações através de colégios que construiu: o Colégio Salesiano, a Escola Normal Nossa Senhora Auxiliadora e o Seminário Diocesano Nossa Senhora do Rosário. Trouxe Salesianos para a Diocese. Percorreu, por várias vezes, a imensa Diocese.
Faleceu em São Paulo, no Sanatório Santa Catarina, aos 29 de março de 1945. Está sepultado na Concatedral de Santa Isabel da Hungria em Cafelândia.